# Anandwadi, Bhalki
Anandwadi là một làng thuộc tehsil Bhalki, huyện Bidar, bang Karnataka, Ấn Độ.